# Eupithecia meandrata
Eupithecia meandrata là một loài bướm đêm trong họ Geometridae.